# Theo Wynsdau
Théodore „Theo“ Wynsdau (* 8. Januar 1895 in Sint-Gillis; † 1. September 1951 in Lausanne) war ein belgischer Radrennfahrer.

## Sportliche Laufbahn
Wynsdau war im Straßenradsport und im Bahnradsport aktiv. Von 1920 bis 1927 war er Unabhängiger und Berufsfahrer. 1924 siegte er im Circuit d’Alençon und in der ersten Austragung von Paris–Longwy. Die Tour de France bestritt er zweimal. 1920 wurde er 13., 1925 beendete er die Rundfahrt nicht. Im Giro d’Italia 1921 war er ausgeschieden.
Wynsdau fuhr eine Reihe von Sechstagerennen. Seine besten Resultate waren dritte Plätze in Brüssel und in Gent 1922 sowie in Detroit 1927. Er blieb nach seiner aktiven Karriere dem Radsport verbunden und führte unter anderem Frans Bonduel und Charles Pélissier auf dem Motorrad bei Bordeaux–Paris beziehungsweise im Critérium des As. 

## Familiäres
Sein Bruder Henri Wynsdau war ebenfalls Radrennfahrer.